# Tseten Gyatso
Tseten Gyatso  (1520-1576) was een Tibetaans geestelijke.
Hij was de drieëntwintigste Ganden tripa van 1568 tot 1575 en daarmee de hoofdabt van het klooster Ganden en hoogste geestelijke van de gelugtraditie in het Tibetaans boeddhisme.
Tseten Gyatso werd in 1520 geboren in Sangkyil in Tsetang.
Op jonge leeftijd werd hij monnik in het Tsetangklooster en kreeg daar een basisopleiding, hij vertrok later voor verdere studie naar Kyisho. 
Tseten Gyatso bestudeerde de belangrijke onderwerpen van soetra en tantra. Na afsluiting van het Gelug-curriculum diende hij het Gyuto-college en het Shartse-college van het Gandenklooster, en enkele andere kloosters. Hoewel het niet in zijn biografie is vermeld, moet hij gestudeerd hebben aan de belangrijke kloosteropleidingen in U-Tsang. Gebaseerd op zijn latere staat van dienst kan hij filosofie aan Ganden, en tantra aan het Gyume-college hebben gestudeerd.
In 1568 werd hij op 49-jarige leeftijd troonhouder als 23e Ganden tripa. Hij diende de gebruikelijke termijn van 7 jaar tot 1575, gedurende welke periode hij onderricht gaf in soetra- en tantra-onderwerpen. Bij het jaarlijkse Monlam gebedsfestival in Lhasa was hij zichtbaar aanwezig; hierna werd het gewoonte dat de Ganden tripa leiding gaf aan de activiteiten.
Tijdens zijn ambtsperiode restaureerde Trichen Tseten Gyatso de muurschilderingen en andere traditionele decoraties van de grote hal van het Gandenklooster.
In 1575 beëindigde hij zijn periode als hoofdabt van Ganden en vestigde zich in Dokhang. Hij overleed in 1576 op de leeftijd van 57 jaar. Ter nagedachtenis werd een stoepa in bladgoud gemaakt en geplaatst in de Lolangkhang van het Gandenklooster.